# Quatre Sou Quatre
Quatre Sou Quatre, né le 1er janvier 1904 à Takaba et mort le 23 mars 1963 dans la même ville, est un homme politique français.

## Biographie
Il est député du Tchad à l'Assemblée nationale du 17 juin 1951 au 1er décembre 1955.